# Winterberger Hochfläche
Als Winterberger Hochfläche wird die Hochebene rund um Winterberg im Hochsauerlandkreis bezeichnet. Sie ist Teil des Rothaargebirges, dessen von Südwest nach Nordost verlaufender Kamm an dieser Stelle auffallend breit wird und abflacht. Sie weist im Durchschnitt eine Höhenlage von fast 700 m ü. NHN auf. Berge wie Poppenberg (745,8 m), Herrloh (732,9 m), Kappe (776 m), Dumel (720,1 m) und Ruhrkopf (695,7 m) verleihen der Hochfläche ein leicht welliges Landschaftsbild. Sie ist nur teilweise bewaldet und wird darüber hinaus auch landwirtschaftlich und als Siedlungsfläche genutzt.
Über die Winterberger Hochfläche verläuft die Rhein-Weser-Wasserscheide. In ihrem Norden entspringen die Ruhr und die Namenlose, deren Wasser dem Rhein zufließt. Im Süden der Hochfläche entspringen die Orke und ihr Nebenfluss Helle sowie mehrere Zuflüsse der Sonneborn, eines Quellflusses der Nuhne, deren Wasser über Eder und Fulda der Weser zufließt.
Nach Norden geht die Winterberger Hochfläche sanft in die von ihr ausgehenden Täler und die diese Täler scheidenden Höhenzüge über, wohingegen sie nach Süden steil um 200 m in die Täler von Orke und Sonneborn abfällt. Zwischen den zuletzt genannten Tälern zweigt von der Winterberger Hochfläche ein etwa 8 km langer Höhenzug nach Südosten ab, der im Bollerberg mit 757,7 m seinen höchsten Punkt erreicht.

Ausblick vom Clemensberg über die Winterberger Hochfläche